# Мечеть Мурадіє (Едірне)
Мече́ть Мурадіє́ (тур. Muradiye Camii) — османська мечеть XV століття, розташована в Едірне, Туреччина. Споруда привертає увагу своїми кахлями, що прикрашають міхраб та стіни молитовної зали.
Невелика мечеть була збудована за наказом султана Мурада II і завершена у 1435–1436 роках. Спочатку вона була частиною дерги (кюлліє) ордену мевлеві, але пізніше була перетворена на мечеть. До складу кюлліє також входили імарет (громадська кухня) та мектеб (початкова школа), однак ці будівлі не збереглися до наших днів. Мечеть має Т-подібний план з п'ятипролітним реваком (портиком) та вхідним холом з купольними приміщеннями по обидва боки. Єдиний кам'яний мінарет кілька разів перебудовувався, а нинішній мінарет датується 1957 роком.

## Галерея

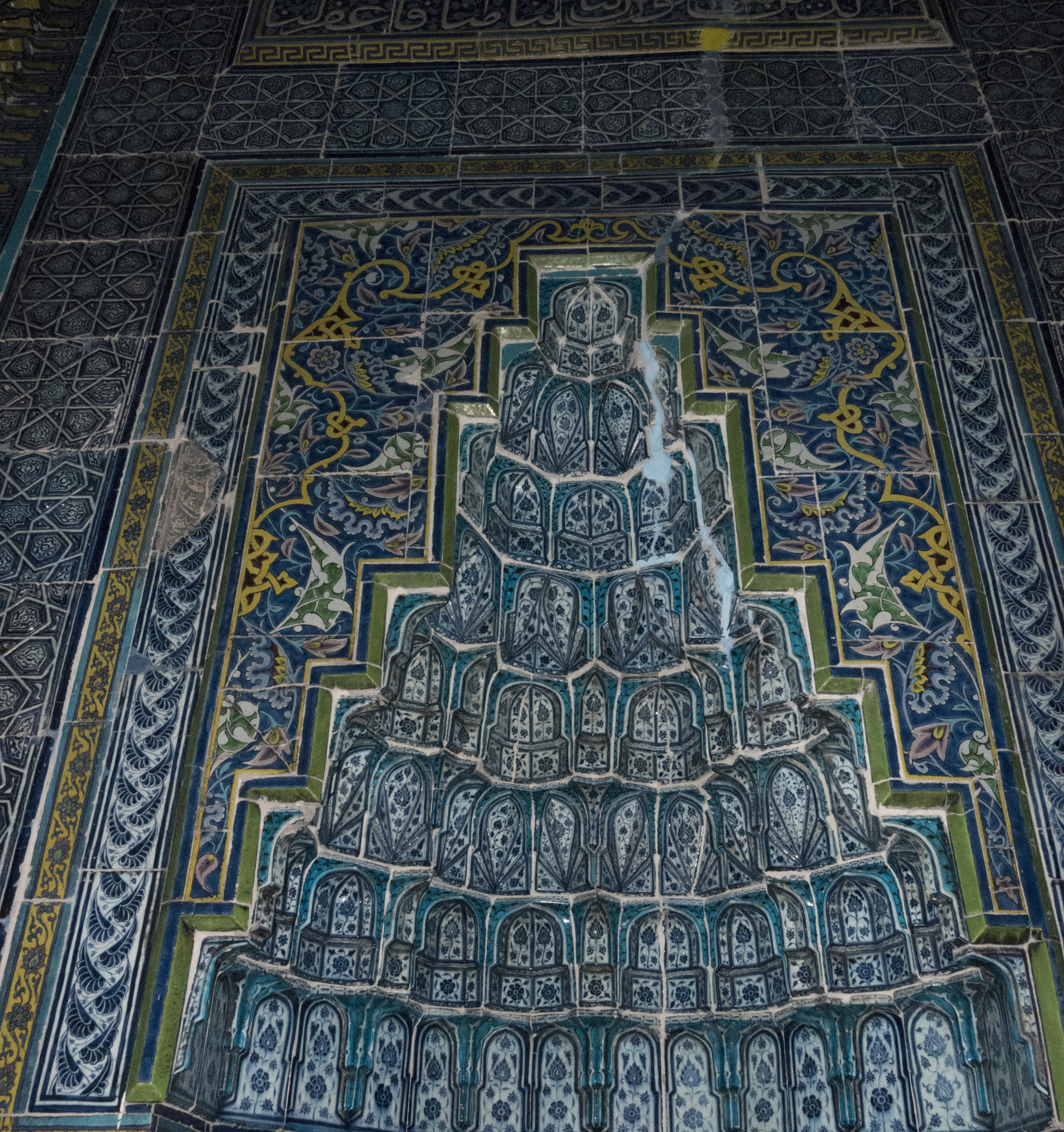
Міхраб з поліхромними кахлями